# Maarten Struijs
Maarten Struijs (né à Flardingue en 1946) est un architecte, chargé durant 25 ans des travaux municipaux de Rotterdam, jusqu'en 2006. On lui doit notamment les ponts Vriendenbrug, Piekbrug, des stations de métro, la gare centrale, des postes de police, des écoles et maisons de retraite, ainsi que nombreux bâtiments ou ouvrages techniques.

## Biographie

### Premières années
À partir de 1966, Maarten Struijs entre comme (futur) dessinateur à Leiden, puis dans le cabinet d'architecte Kraaijvanger, et enfin chez Shell Pernis. En 1970, il obtient son diplôme d'architecte en cours du soir. De 1971 à 1973 il travaille pour le cabinet d'architecte Hammel, Witstok et Zwarts. En 1973, il se met à son compte en tant qu'architecte indépendant, collabore à cette occasion avec le collectif Studio Acht, période durant laquelle il conçoit, entre autres, 76 maisons à Bolnes et des bureaux à Nieuwerkerk aan den IJssel. De 1979 à 1981, il collabore avec le cabinet Van Wijk et Gelderblom à Soest.
En parallèle, en 1977, il est diplômé de l'Institut d'architecture des Pays-Bas.

### Municipalité

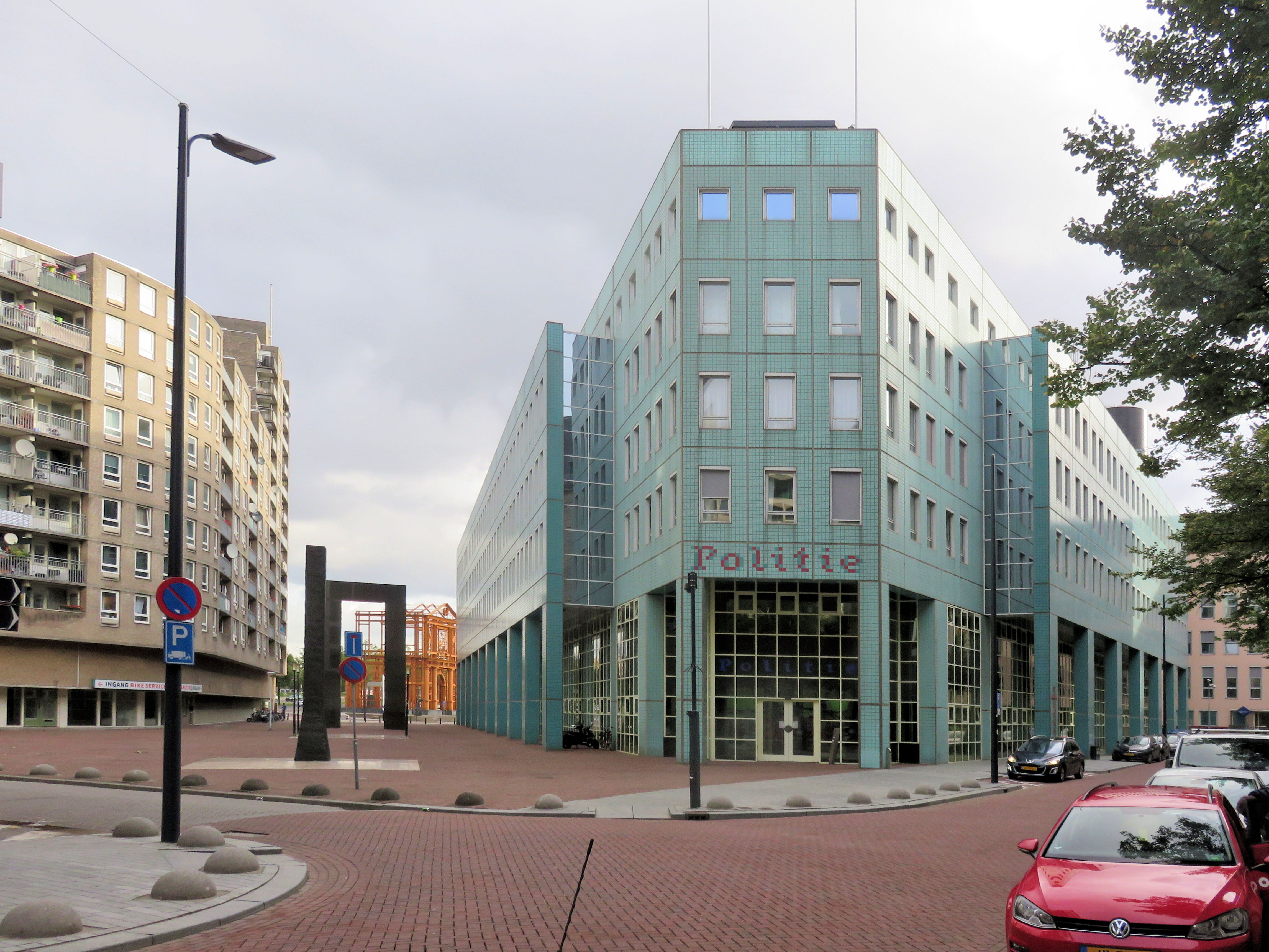
Bureau de police, Haagseveer, Rotterdam

En 1981, Maarten Struijs rejoint le bureau d'architecture du département des travaux municipaux de Rotterdam en tant qu'architecte senior. Il y conçoit une école primaire avec une façade semi-circulaire dans le quartier d'IJsselmonde, ainsi qu'un agrandissement du bureau de police d'Haagseveer.
Au cours de ses années auprès de la municipalité, il dessine les ponts Vriendenbrug et Piekbrug, ainsi qu'un projet de pont Erasmus qui ne sera pas exécuté. Il dessine les stations de métro Meijersplein, Tussenwater et la gare centrale.

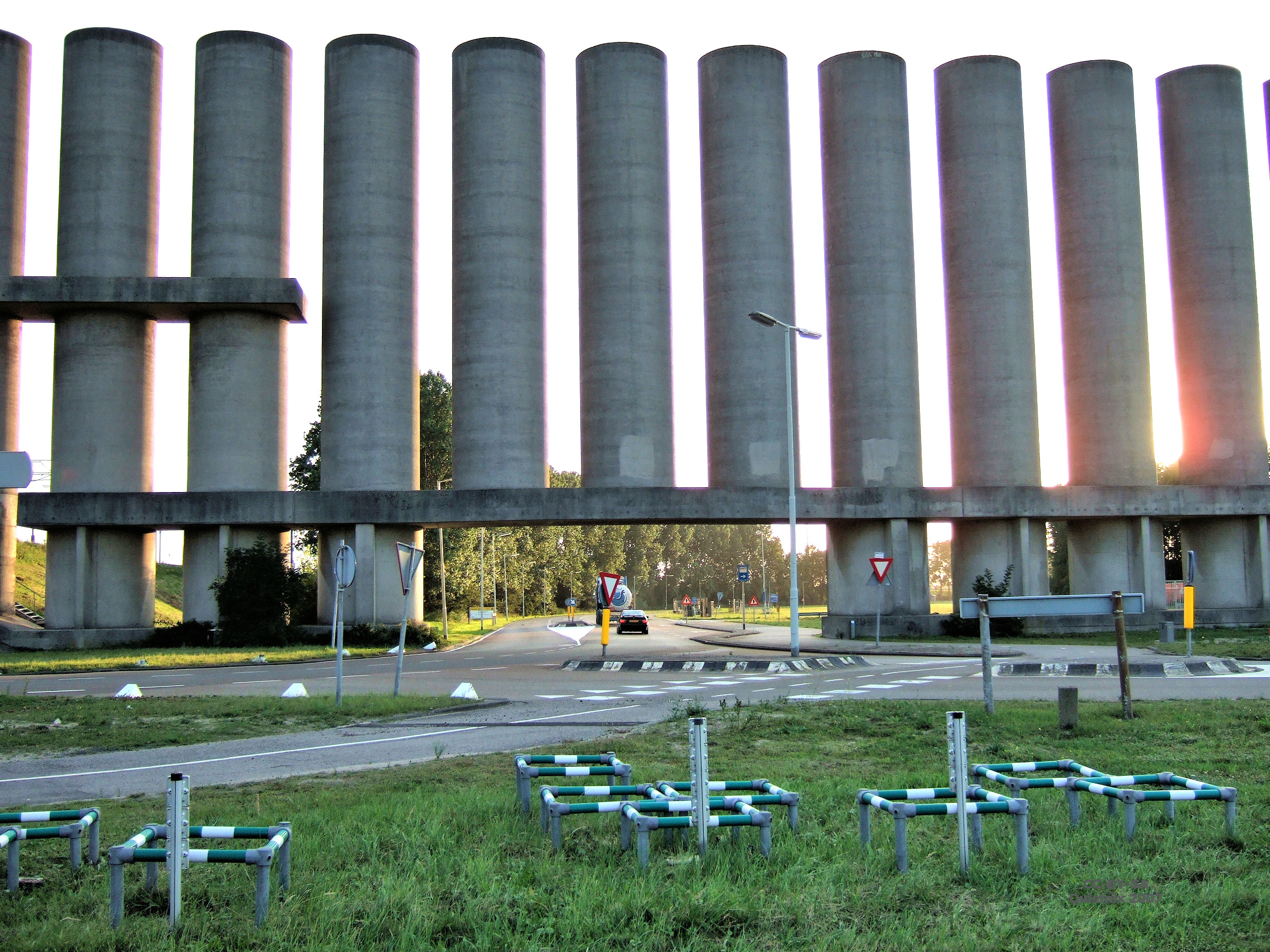
Brise vent en béton le long du canal de Caland.

Il remporte le Betonprijs (prix béton) pour le brise-vent en béton le long du canal de Caland (1985).
Sa conception du bâtiment d'épuration des gaz de combustion du Roteb (société de nettoyage de la ville) a été récompensée, entre autres, par le prix national de l'acier (1994), le prix Océ/BNA d'architecture industrielle (1994), le prix international Hyler 1994 et le prix européen de l'acier structures (1995).

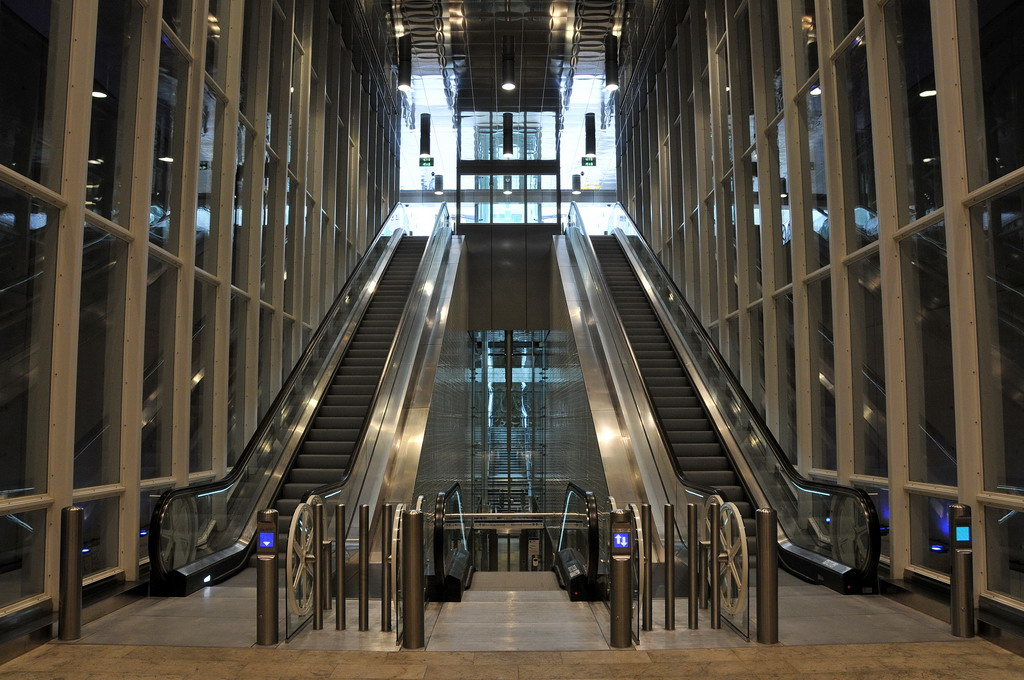
Station de métro Blijdorp

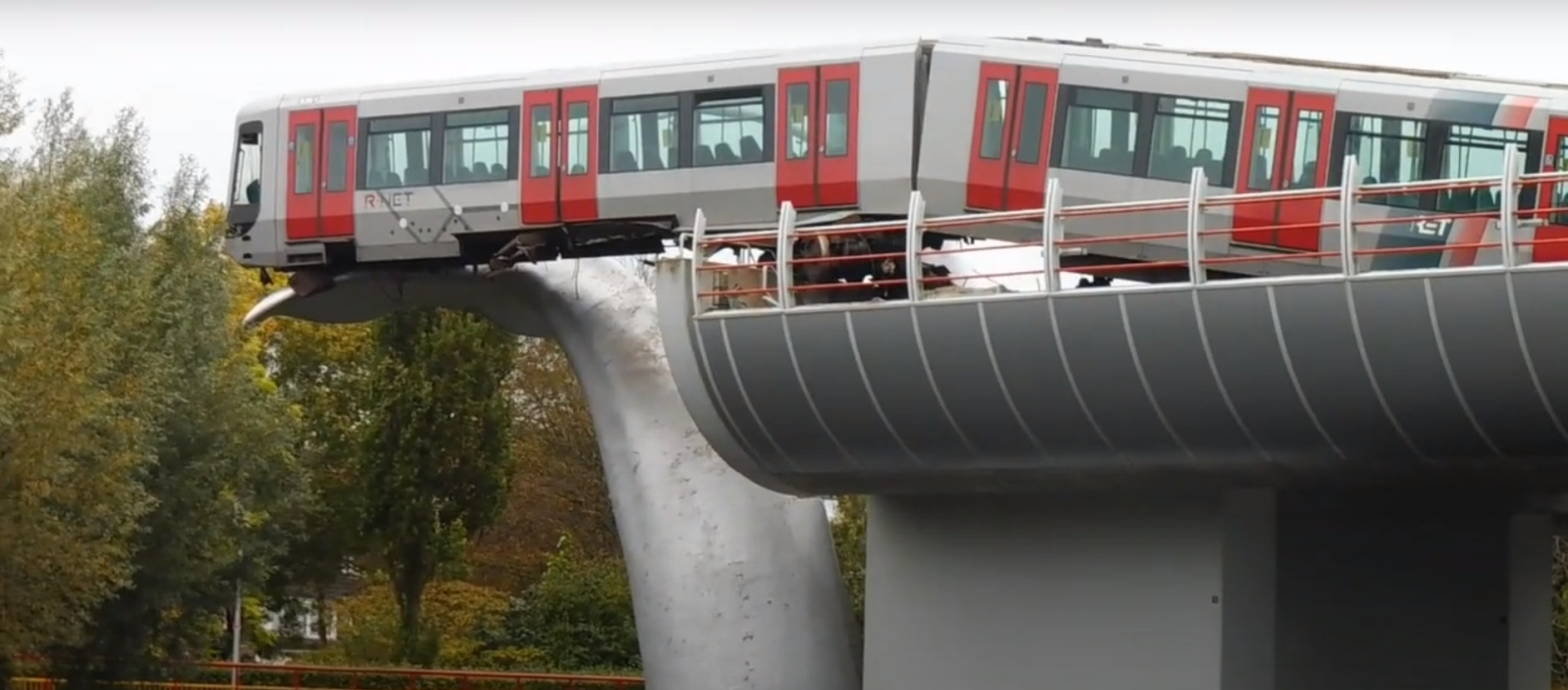
Une rame de train sauvé par une queue de baleine à Spijkenisse en 2020

Il prend sa retraite officielle en 2006 mais reste impliqué pour la supervision des projets qu'il a initié, en particulier la gare centrale de Rotterdam et les travaux de la station Blijdorp du RandstadRail. En 2011, il reçoit le prix d'architecture de Rotterdam pour la station Blijdorp.
À l'occasion de son jubilé d'argent aux travaux municipaux, les historiens de l'architecture Wijnand Galema et Annet Tijhuis ont compilé un livre dans lequel un aperçu de son travail est donné.

## Récompenses
- 1985 : Prix béton pour le brise-vent le long du canal de Caland
- 1994 : Prix National de l'Acier pour le bâtiment d'épuration des fumées du Roteb
- 1994 : Mention honorable au Prix national de l'acier pour le pont Zijlpoort à Leiden
- 1994 : Prix Océ/BNA d'architecture industrielle pour le bâtiment d'épuration des fumées du Roteb
- 1994 : Mention honorable au Rotterdam Design Prize pour le bâtiment d'épuration des fumées du Roteb
- 1994 : Hyler International Award pour le bâtiment d'épuration des fumées du Roteb
- 1994 : Prix européen des structures en acier pour le bâtiment d'épuration des fumées du Roteb
- 2001 : Rheinland-Pfalz-Preis des Rheinkollegs pour l'atelier de conception et l'étude Maasvlakte 2
- 2011 : Prix d'architecture de Rotterdam pour la station de métro Blijdorp

## Pensée en tant qu'architecte
Maarten Struijs souhaite pouvoir concevoir des bâtiments que les usagers s'approprient. Pour cela, il considère que ce n'est pas à lui de définir quelle pièce aura telle fonction, que ce soit une chambre, un bureau, un salon. Il va jusqu'à définir la conception d'une habitation de « sous-commande »,. Pour lui, l'architecte doit définir des volumes et des espaces abstraits. Cependant, il reconnait que cela le place face à un dilemme car le projet d'un architecte ne peut être validé que lorsqu'il a pu prouver que la bâtiment répond aux usages spécifiques pour lequel il a été demandé.

## Accident de la ligne De Akkers
Le 2 novembre 2020, un peu après minuit, une rame de métro a traversé des tampons d'arrêt au bout de la ligne De Akkers et a été sauvé d'une chute grâce à la présence de la sculpture représentant des queues de baleine. La rame est restée suspendu sur l'une de ces queues, à environ dix mètres au-dessus de l’eau. À cette occasion Maarten Struijs, en tant qu'architecte de la station ayant installé la statue, s'est félicité que la rame n'ait pas tapé dans la queue de baleine voisine, beaucoup plus haute.

## Galerie

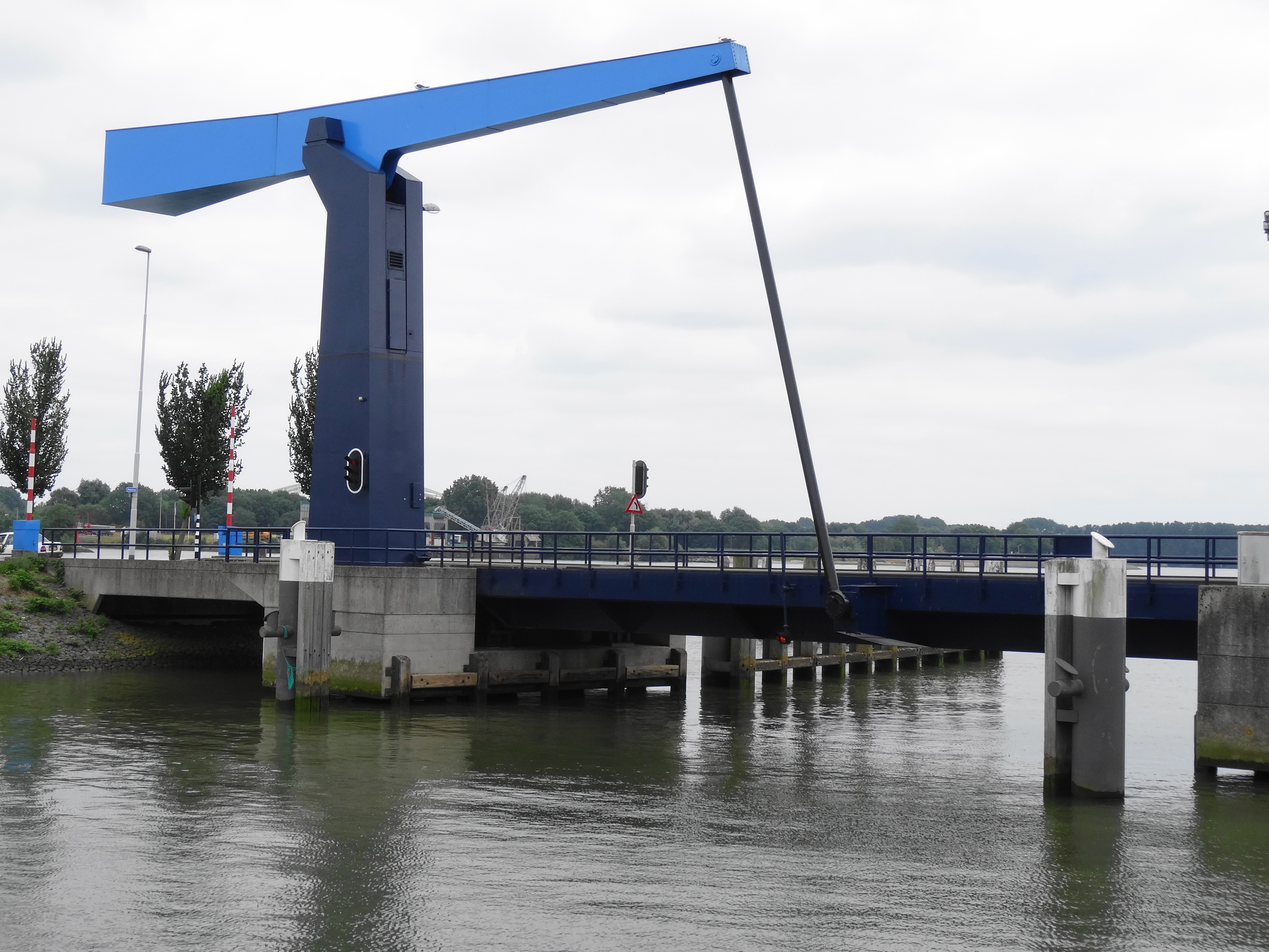
Piekbrug
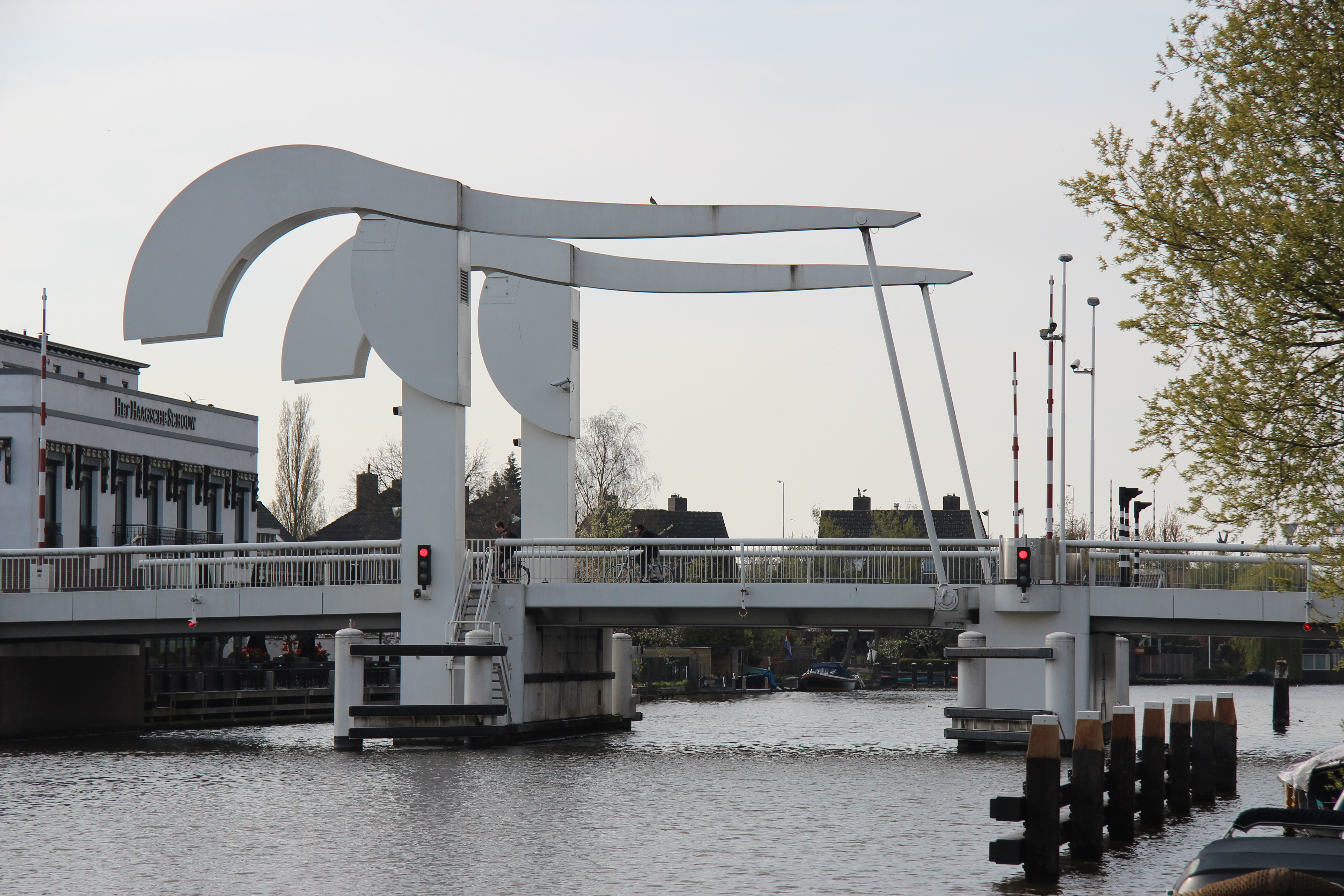
Haagsche Schouwbrug
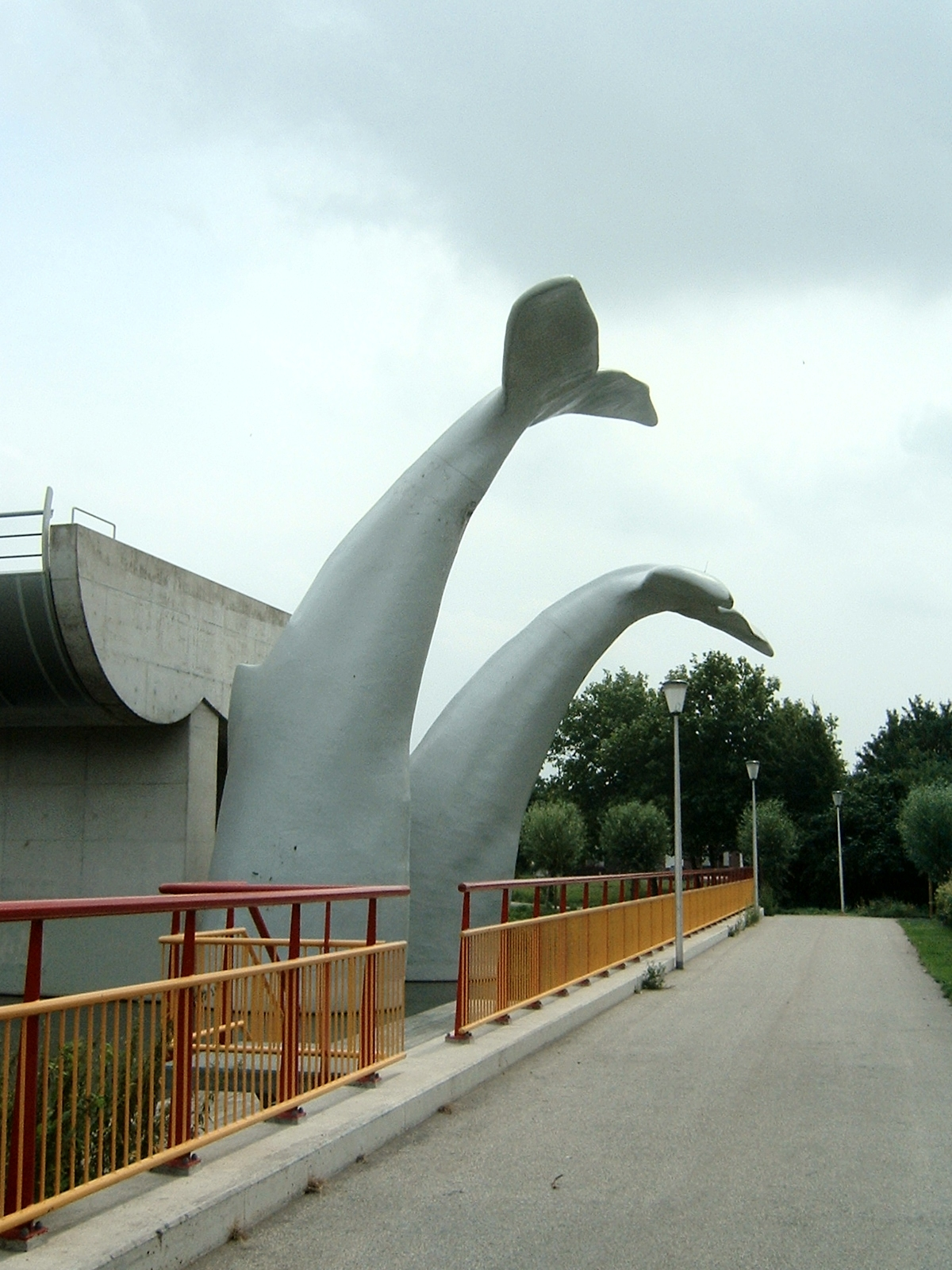
Queues de baleine au terminal de la station de métro De Akkers

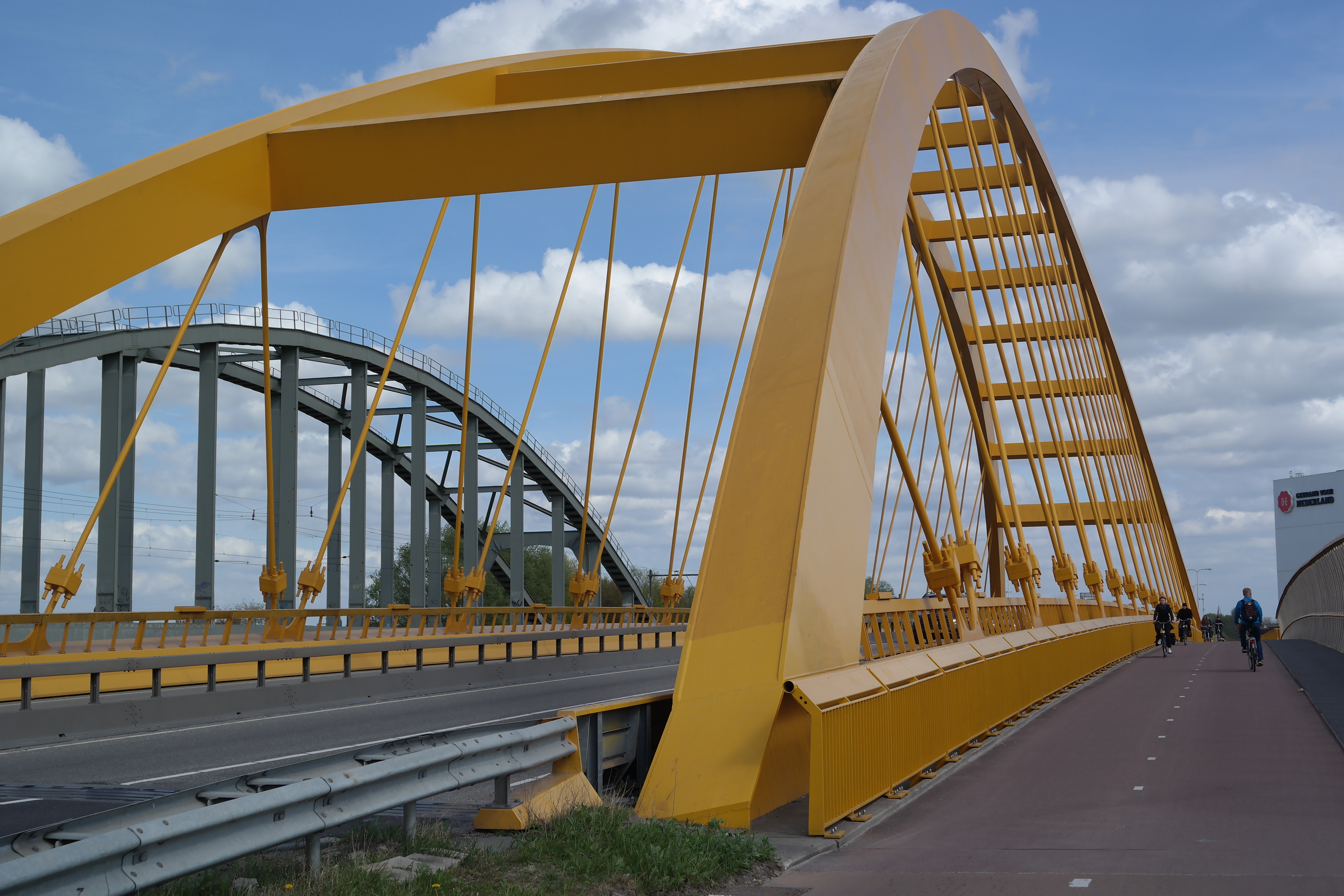
Hogeweidebrug
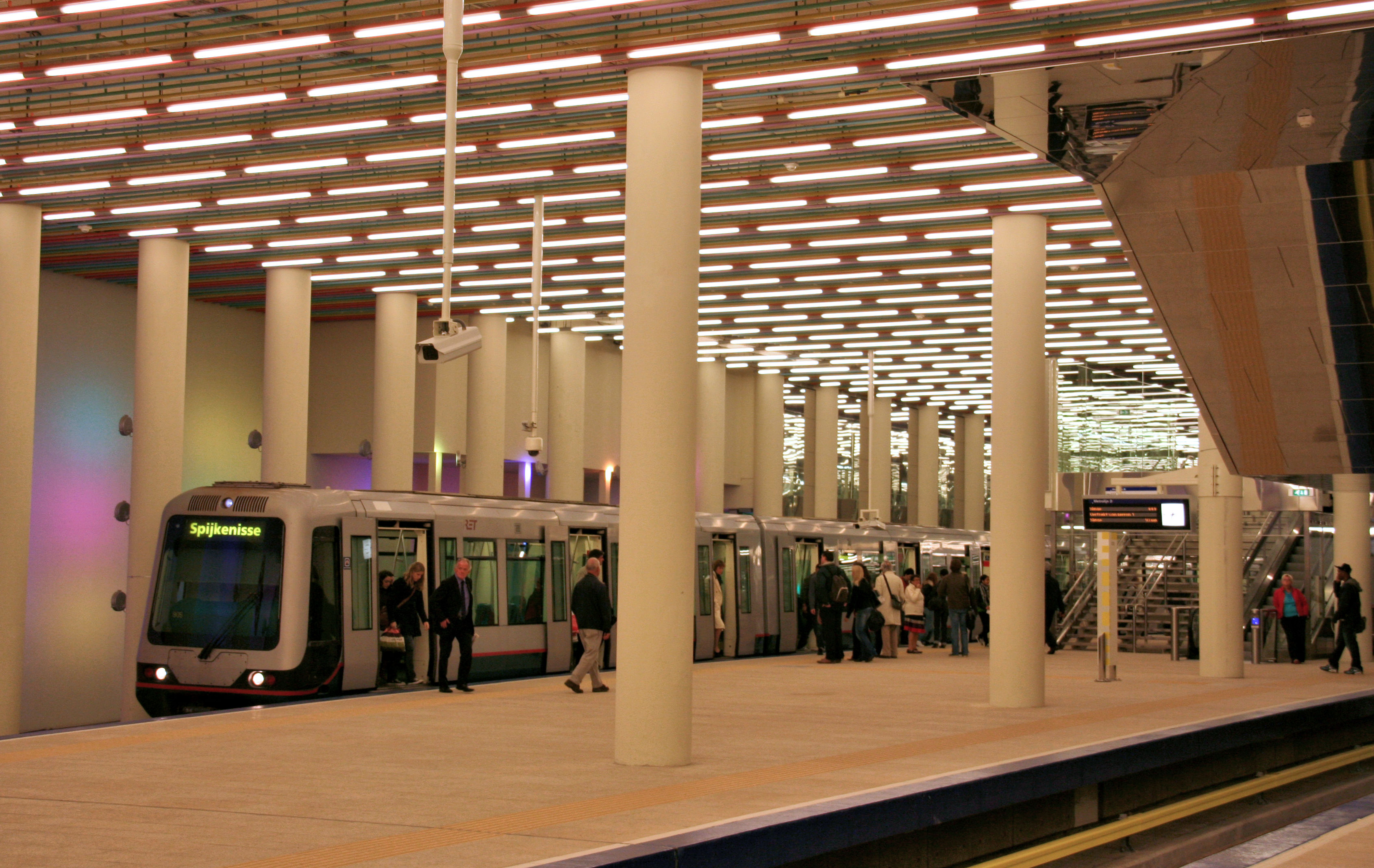
Gare centrale de Rotterdam